# رسول أباد السفلي (أبرومند)
رسول أباد السفلی (بالفارسية: رسول‌آباد سفلی) هي قرية تقع في إيران في قسم أبرومند الريفي. يقدر عدد سكانها بـ 1,855 نسمة .